# Rudolf Flögel
Rudolf Flögel (Vienna, 13 dicembre 1939) è un ex calciatore austriaco, di ruolo centrocampista.
Anche suo figlio Thomas è stato un calciatore.

## Palmarès

### Club

#### Competizioni nazionali
- Campionato austriaco: 4

Rapid Vienna: 1959-1960, 1963-1964, 1966-1967, 1967-1968
- Coppa d'Austria: 4

Rapid Vienna: 1960-1961, 1967-1968, 1968-1969, 1971-1972